# Sybille de Selys Longchamps
Sybille de Selys Longchamps.Hon (em francês: Sybille Michèle Emilie Marie Ghislaine de Selys Longchamps; Uccle, 28 de agosto de 1941) é uma nobre baronesa belga. Ficou famosa internacionalmente por ser a mãe da atual princesa Delphine da Bélgica, a filha ilegítima de Alberto II da Bélgica.

## Biografia
Ela é filha do conde Michel François de Selys Longchamps e da condessa Pauline Cornet de Ways-Ruart.

## Primeiro casamento
Em 1962, Sybille desposou industrial e magnata do aço, Lord Jacques Boël (1929-2022), sobrinho do banqueiro e industrial, conde René Boël.

### Maternidade
Em 1968, Sybille enquanto ainda casada com Boël deu à luz a uma filha: a Delphine Boël, que foi inicialmente registrada como filha de Jacques Boël. Porém provou ela ser filha biológica de Alberto II da Bélgica no início de 2020.

### Separação e divórcio
Em 1978, ela e Jacques se separaram e tiveram o divórcio.

## Segundo casamento
Em 1982, quatro anos mais tarde após o primeiro divórcio, Sybille voltou a se casar, desta vez com o empresário Hon. Michael Anthony Rathborne Cayzer, filho do magnata da navegação Herbert Cayzer, 1.º Barão Rotherwick, com quem viveu no Reino Unido até 1990.

## Caso com o rei Alberto da Bélgica
Em meados de 1966, Sybille e o príncipe Alberto, então ainda Príncipe de Liege (herdeiro do trono belga), se conheceram na cidade de Atenas, na Grécia.

Mas apenas em 1967, iniciaram o seu relacionamento amoroso. Ambos eram casados, mas mantiveram o caso extraconjugal por mais de dez anos, tendo Delphine nascido em 1968.
"O nascimento de Delphine era um segredo que ambos decidiram manter, o rei [Alberto] pelo escândalo que uma filha ilegítima traria para a família real belga e para a opinião pública, e Sybille por medo da imagem negativa que a sociedade teria dela", escreveu a revista Caras em janeiro de 2020.
Segundo o jornal El País da Espanha, em meados dos anos 1970 Alberto tinha decidido se separar da esposa, a rainha consorte Paola, tendo inclusive conseguido o apoio do irmão, o rei Balduíno, e do governo belga. No entanto, 15 dias antes do anúncio oficial do divórcio, Sybille voltou atrás na sua decisão por medo da opinião pública.
O caso veio à tona no final nos anos 1990, quando uma biografia sobre a rainha consorte belga Paola foi publicada, porém nem Sybille e nem Alberto jamais falaram sobre o assunto publicamente. No entanto, isto mudou em 2013, depois de Alberto abdicar ao trono belga a favor do seu filho e herdeiro aparente, o até então príncipe Filipe, Príncipe Herdeiro da Bélgica. Na época, a baronesa revelou em um documentário exibido pelas redes de televisões belgas "Vier" e a "RTL" detalhes sobre o primeiro encontro dos dois, os encontros com a rainha Paola, o papel da Igreja Católica na Bélgica para impedir que Alberto se divorciasse e como ela havia enganado e então marido, Jacques, a respeito da paternidade biológica de Delphine.
Somente em janeiro de 2020, que o agora ex-rei Alberto II da Bélgica reconheceu publicamente a paternidade biológica de Delphine de forma oficial, após uma longa batalha judicial e os resultados de um teste de DNA se mostrarem positivos. Com o reconhecimento, Delphine ganhou autorização formal de usar o título de SAR Princesa Delphine da Bélgica, usar o sobrenome de Saxe-Coburgo-Gotha (pertencente ao seu pai biológico), ser reconhecida formalmente como parte da família real belga, com direito a um salário próprio do governo belga, entre outros direitos próprios.